# 223 (číslo)
Dvě stě dvacet tři je přirozené číslo, které následuje po čísle dvě stě dvacet dva a předchází číslu dvě stě dvacet čtyři. Římskými číslicemi se zapisuje CCXXIII a řeckými číslicemi σκγ.

## Matematika
223 je:
- Nešťastné číslo
- Příznivé prvočíslo
- Nejmenší prvočíslo, které je od obou sousedních prvočísel vzdálené o 16 nebo více jednotek

## Chemie
- 223 je nukleonové číslo třetího nejstabilnějšího izotopu radia[1]

## Astronomie
- (223) Rosa je planetka hlavního pásu, kterou objevil v roce 1882 Johann Palisa

## Doprava
- Silnice II/223 je česká silnice II. třídy vedoucí na trase I/7 – Výsluní – II/219[2][3]

## Ostatní
- +223 je mezinárodní telefonní předvolba Mali

## Roky
- 223
- 223 př. n. l.